# ルイス・ベルナルド・ホンワナ
ルイス・ベルナルド・ホンワナ（Luis Bernado Honwana,1942年-）とはモザンビークの著述家である。
ルイス・ベルナルド・ホンワナは、ルイス・アウグスト・ベルナウロ・マヌエルとしてモザンビークのローレンソ・マルケス（今日のマプート）に生まれた。彼の両親のラウール・ベルナルド・マヌエル（ホンワナ）とナリー・ジェレミアス・ニャカはマプートから北西に55km離れたモアンバ出身のロンガ人だった。彼はポルトガルで法学を学び、時々ジャーナリストとして働いた。
ホンワナはサモラ・マシェル政権における大統領オフィス局長に任命された。1981年の後に、彼は文化相となった。
ホンワナは『僕たちは皮膚病にかかった犬を殺した』（Heinemann, 1969）の著者である。この作品は大きな影響と現代モザンビーク物語文学の試金石となることができた事例であることを証明している。『僕たちは皮膚病にかかった犬を殺した』はポルトガル植民地時代における1960年代とアントニオ・サラザール政権下で苦しむ黒人の生活を描いた短編集である。幾つかの物語は子供の視点や、青年の視点から描かれており、特徴的なものは混血や、宗教、民族などが描かれているものも多く、後に国際的に評価を得るミア・コウトを夢中にさせた。